# ГЕС Сірікіт
ГЕС Сірікіт — гідроелектростанція на півночі Таїланду. Використовує ресурс із річки Нан, лівого витоку найбільшої річки країни Чаопхрая (впадає до північної частини Сіамської затоки).
У межах проекту річку перекрили земляною греблею з глиняним ядром висотою 114 м, довжиною 810 м та шириною від 12 (по гребеню) до 630 (по основі) метрів. Вона утримує водосховище з площею поверхні 220 км2 та об'ємом 9510 млн м3.
Пригреблевий машинний зал 1974 року запустили в роботу з трьома турбінами типу Френсіс потужністю по 125 МВт, проте проект одразу передбачав встановлення четвертого гідроагрегату, що й відбулось у 1995-му. За рік це обладнання виробляє 1 млрд кВт-год електроенергії на рік.
Видача продукції здійснюється по ЛЕП, розрахованих на роботу під напругою 230 та 110 кВ.